# Aleuti
Aleuti ali Aleutski otoki (angleško Aleutian Islands; rusko Алеутские острова, latinizirano: Aleutskije ostrova; aleutsko Unangam Tanangin, 'dežela Aleutov') so otočni lok v severnem Pacifiku, ki je sestavljen iz 14 večjih in 55 manjših otokov ter večjega števila zelo majhnih otočkov, večinoma vulkanskega porekla. Ime otočja verjetno izhaja iz čukotske besede aliat, kar pomeni 'otok'.
Aleuti so najsevernejši del pacifiškega ognjenega obroča. Otočni lok vsebuje 57 ognjenikov. Njegova skupna površina je 17.666 km2, razteza pa se v dolžino približno 1900 kilometrov med Aljaškim polotokom v ameriški zvezni državi Aljaska in polotokom Kamčatka na Ruskem Daljnem vzhodu.
Aleuti v upravnem smislu večinoma pripadajo Združenim državam Amerike kot del zvezne države Aljaska. Prečka jih 180. poldnevnik, ki Zemljo deli na zahodno in vzhodno poloblo. Zaradi tega v smislu zemljepisne dolžine hkrati vsebujejo najzahodnejšo (otok Amatignak) in najvzhodnejšo (otok Semisopochnoi) točko Združenih držav Amerike. Mednarodna datumska meja zaobide tudi otoke zahodno od 180. poldnevnika, torej tiste, ki imajo vzhodno zemljepisno dolžino, ter je v tem smislu najzahodnejša točka Združenih držav Amerike otok Attu. Zahodno od mednarodne datumske meje so Komandantovi otoki, ki pripadajo ruskemu Kamčatskemu okraju ter so edini del Aleutov, ki ne pripada Združenim državam Amerike.
Večino Aleutov so Združene države Amerike kupile od Rusije leta 1867, skupaj z Aljasko. Med drugo svetovno vojno je na Aleutih potekala bitka med ameriškimi in japonskimi vojaškimi enotami, otoka Attu in Kiska pa sta bila nekaj časa pod japonsko okupacijo. Na otoku Amchitka so Združene države Amerike med letoma 1965 in 1971 trikrat testirale jedrsko orožje s sprožitvijo podtalnih eksplozij.
Danes na Aleutih živi približno 8500 ljudi, večinoma na vzhodnih delih otočja v ameriški zvezni državi Aljaska. V največjem naselju Unalaska na istoimenskem otoku živi približno polovica prebivalcev Aleutov. Na ruskem delu otočja je prebivalcev nekaj več kot 600.

## Geografija in geologija
Aleuti so otočni lok, sestavljen iz šestih manjših otočij. V smeri z vzhoda proti zahodu oziroma z Aljaske proti Kamčatki med ta otočja štejejo:
- Lisičji otoki (angleško Fox Islands; rusko Лисьи острова, Lisi ostrova) – glavni otoki so Unimak, Akutan, Unalaska in Umnak
- Otoki štirih gora (angleško Islands of Four Mountains; rusko Четырёхсопочные острова, Četirjohsopočnije ostrova) – glavna otoka sta Yunaska in Chuginadak
- Andrejanovi otoki (angleško Andreanof Islands; rusko Андреяновские острова, Andrejanovskije ostrova) – glavni otoki so Adak, Atka, Amlia, Seguam, Kanaga in Tanaga
- Podganji otoki (angleško Rat Islands; rusko Крысьи острова, Krisi ostrova) – glavni otoki so Kiska, Amchitka in Semisopochnoi
- Bližnji otoki (angleško Near Islands; rusko Ближние острова, Bližnije ostrova) – od aljaške celine najbolj oddaljen del Aleutov, ki pripada Združenim državam Amerike, glavna otoka sta Attu in Agattu, del otočja pa je tudi manjše otočje Semichi
- Komandantovi otoki (rusko Командорские острова, Komandorskije ostrova; angleško Commander Islands) – pripadajo Rusiji kot del Kamčatskega okraja, glavna otoka sta Beringov in Medni

Lega Aleutov je med 51° in 55° severne zemljepisne širine oziroma od 172° vzhodne do 163° zahodne zemljepisne dolžine. Približno 15 kilometrov vzhodno od otoka Semisopochnoi poteka 180. poldnevnik, ki Zemljo deli na vzhodno in zahodno poloblo. Največji otok je Unimak, ki ima površino 4069,9 km², Unalaska pa je edini drugi otok, ki ima površino več kot 2500 km².
Aleuti so nastali v zgodnjem eocenu, pred približno 50 do 55 milijoni let, ko se je začela subdukcija pacifične plošče pod severnoameriško. Otoke je oblikovalo obračanje posameznih blokov v smeri urnega kazalca. Sestavljeni so iz treh plasteh, ki se delijo na vulkanske kamnine iz eocena, morske sedimentne kamnine iz oligocena in miocena ter sedimentne in magmatske kamnine iz pliocena in kvartarja.
Aleuti se od aljaške obale raztezajo proti jugozahodu. Po otoku Tanaga, ki leži na zemljepisni dolžini približno 178° zahodno, se začnejo raztezati proti severozahodu. Ukrivljena podoba otočne verige sledi liniji ozkih vulkanskih odprtin, iz katerih so bruhale snovi, ki so prispevale k nastajanju otokov. Podobne ukrivljene otočne verige v Tihem oceanu so Kurilsko otočje in nekatera manjša otočja znotraj Filipinov. Za vse te otočne loke je značilna visoka stopnja potresne dejavnosti, kljub temu pa so primerni za bivanje. Povprečna nadmorska višina Aleutskih otokov je največja na vzhodu, najmanjša pa na zahodu. Aleutski otoki so nadaljevanje Aleutskega gorovja z aljaške celine proti zahodu.
Vulkansko poreklo Aleutov je vidno na površju številnih otokov, zlasti v obliki ognjeniških stožcev. Kljub temu so nekateri izmed otokov le delno vulkanskega porekla ter jih sestavljajo kristalne in sedimentne kamnine ter jantar in lignit. Večina otokov je skalnatih, z vidnimi sledi obrabljanja zaradi udarjanja morskih valov ob obalo. Na številnih mestih je dostop do otočnega površja težek zaradi skal, ki se že ob obali strmo dvigajo nad morsko gladino in lahko dosežejo višino več sto metrov. Najvišji vrh Aleutov je ognjenik Shishaldin na otoku Unimak z nadmorsko višino 2857 metrov.
Ognjenik Makushin na otoku Unalaska je visok 1735 metrov ter je ob redkih jasnih dnevih iz naselja Unalaska mogoče videti paro, ki izhaja iz njegovega vrha. Približno petdeset kilometrov od zaliva Unalaska sta Bogoslovov in Ognjeni otok (angleško Bogoslof Island in Fire Island, slednji prvotno Grewingk Island), ki sta se pojavila nad gladino morja zaradi vulkanske dejavnosti v letih 1796 in 1883. Med letoma 1906 in 1907 sta na tem območju nastala dva nova ognjeniška stožca, ki sta bila nazadnje skorajda popolnoma uničena, ko je 1. septembra 1907 prišlo do eksplozivnega izbruha. Podoben dogodek je sledil v letih 2016 in 2017, ko so bili ob eksplozivnem izbruhu v ozračje vrženi delci ledu, pomešani s pepelom, oblak pepela pa se je dvignil v višino približno deset kilometrov.
Sredi leta 2008 je na Aleutih v kratkem času prišlo do dveh ognjeniških izbruhov. Najprej je 12. julija izbruhnil vulkan na gori Okmok, ki leži na vzhodnem otoku Umnak. Izbruh je trajal mesec dni in povzročil dviganje oblaka pepela in plina v višino več kot 15 kilometrov. Drugi izbruh je imel skoraj enake lastnosti, zgodil pa se je 7. avgusta na gori Kasatochi, ki je del osrednjega dela otočja oziroma Andrejanovih otokov.
Aleuti so zaradi lege na mestu stikanja pacifične in severnoameriške tektonske plošče prav tako dovzetni za potrese. Otočni lok je 23. junija 2014 prizadel potres z magnitudo 7,9 in stopnjo VIII po Mercallijevi lestvici, katerega žarišče je bilo med Podganjimi otoki na njegovem osrednjem delu.

## Podnebje
Podnebje na Aleutih je pod vplivom oceana. Redno deži, temperatura pa je skozi vse leto stabilna, saj se s spremembo letnih časov spreminja le za nekaj stopinj. Megla je zelo pogost pojav neodvisno od letnega časa, prav tako kot pihanje močnih vetrov. Poleti so temperature nižje v primerjavi z osrednjim in južnim delom celinske Aljaske, pozimi pa ni večjih razlik.
Na najbolj poseljenem otoku Unalaska je podnebje subpolarno oceansko, kar je primerljivo z jugozahodno Islandijo in Ferskimi otoki. Za tovrsten podnebni pas sta značilna povprečna temperatura okoli ničle v najhladnejšem mesecu in največ trije meseci s povprečnimi temperaturami nad 10 °C, padavine pa so skozi vse leto nespremenjeno pogoste. Severovzhodno od otoka Unalaska je podnebje nekoliko ostrejše in primerljivo s podnebjem na Kamčatki ali severu Skandinavije, povprečna temperatura v najhladnejšem mesecu pa lahko seže nekaj stopinj pod ničlo.
Na otoku Unalaska je povprečna letna temperatura okrog 3 °C. Najhladnejši mesec je januar, ko je povprečna temperatura okrog −1 °C, najtoplejši pa avgust, ko je povprečna temperatura okrog 11 °C. Na vsem otočju je bila najvišja namerjena temperatura 26 °C, najnižja pa −15 °C. V naselju Unalaska je v enem letu približno 250 deževnih dni.

## Rastlinstvo in živalstvo
Vegetacijska doba na Aleutih traja približno 135 dni, od začetka maja do konca septembra. Ni obsežnega kmetijstva, ki je omejeno na pridelovanje le nekaj vrst rastlin. Na otokih večinoma ni avtohtonih dreves. Obstajajo nizke vrbe, na otokih Adak in Amaknak pa tudi nekateri iglavci, ki so tam ostali iz časa, ko so bili Aleuti pod rusko oblastjo. Kljub temu, da so nekateri izmed teh iglavcev stari približno dvesto let, njihova višina nikjer ne presega tri metre, veliko pa jih je visokih komaj meter in pol. Drevesa v subpolarnem oceanskem podnebju lahko dosežejo polno višino, vendar na Aleutih ostajajo nizka zaradi pogostega pihanja močnih vetrov, ki jih lomijo. To je primerljivo z usodo dreves na drugih otočjih podobne lege.
Aleuti so pokriti z bujno nizko vegetacijo, ki vključuje različne trave, grme in cvetoče rastline. Endemična vrsta praprotnice z znanstvenim imenom Polystichum aleuticum je ogrožena, saj je otok Adak edino mesto na svetu, kjer še obstaja v naravi.
Na Aleutih so številne lokacije, ki jih obiščejo velike kolonije morskih ptic. Na otoku Buldir gnezdi 21 vrst morskih ptic, vključno s triprstim rdečenogim galebom (znanstveno ime Rissa brevirostris), ki je endemična vrsta v Beringovem morju. Velike kolonije morskih ptic obstajajo tudi na otokih Kiska, Gareloi, Semisopochnoi in na Bogoslovovem otoku. Med vrste ptic, ki so domače na azijski celini in pogosto obiščejo Aleute, štejejo škrlatec (Carpodacus erythrinus), rubinasti slavec (Calliope calliope), modra taščica (Luscinia svecica) in progasti kobiličar (Locustella lanceolata). Na Aleutih je bil zabeležen tudi prvi prihod srednje bele čaplje (Ardea intermedia) v Severno Ameriko.
Življenjski prostor za divje živali je na Aleutih večinoma neokrnjen, vendar na njih vplivajo tujerodne vrste, kot so živina, severni jeleni in lisice, ki so jih na otoke prinesli ljudje. V okoliških vodah je najpomembnejša živalska vrsta morska vidra (Enhydra lutris), ki se prehranjuje z morskimi ježki in na ta način prispeva k rasti kelpovih gozdov oziroma podvodnih območij, poraščenih z rjavimi algami.

## Prebivalstvo, promet in gospodarstvo
Staroselsko prebivalstvo se v lastnem jeziku, aleutščini, imenuje Unangan, zunaj otočja pa je splošno znano kot Aleuti. Aleutščina je del eskimsko-aleutske jezikovne družine. Na Aleutih, ki so del Združenih držav Amerike, je med popisom prebivalstva leta 2000 živelo 8162 ljudi, od česar 4238 v največjem naselju Unalaska.
Trajekti iz sistema Alaska Marine Highway plujejo do otoka Unalaska. Tudi do nekaterih drugih otokov je mogoče pripluti s trajektom ali prileteti z manjšim letalom.
Na otokih, katerih površje je bolj ravno, je v preteklosti obstajala reja ovc in losov. Ovčarstvo je pozneje zamrlo, ker je s prihodom sintetičnih vlaken upadla odkupna cena volne. V sedanjosti gospodarstvo temelji na ribolovu in prisotnosti ameriških vojaških enot. Edini komercialni pridelek je krompir, ponekod pa obstaja tudi reja domačih kokoši v zaprtih hlevih, ki jih ščitijo pred hladnim vremenom.

## Zgodovina
Ker Aleuti pripominjajo na prekinjen most, ki povezuje Azijo in Severno Ameriko, so v preteklosti obstajale teorije o tem, da so prvi ljudje prišli na severnoameriško celino prav po tej poti, kar naj bi bila hkrati prva poselitev obeh ameriških celin, vendar pa zapisani dokazi pravijo, da se je ta prihod zgodil veliko bolj daleč proti jugu. Če so na območju sedanjega Beringovega morja obstajala prazgodovinska človeška naselja, so bila verjetno potopljena zaradi rasti morske gladine med dvema ledenima dobama v pleistocenu. Prvotni prebivalci Aleutov naj bi bili vešči lovci in ribiči, ki so bili sposobni uporabljati šibje in les za izdelavo košar, čolnov in orožja.
V prvi polovici 18. stoletja so pripadniki ljudstva Aleutov živeli na teh otokih približno 8000 let, imeli pa so okrog 25.000 pripadnikov, raztresenih po različnih delih otočnega loka. Živeli so v delno podtalnih kočah, ki so jih gradili v bližini rek, jezer in drugih virov sladke vode.
Ruski pomorščaki, trgovci in misijonarji so pričeli prihajati na Aleute po letu 1741, ko je ruska vlada najprej odposlala odpravo, katere naloga je bila raziskovanje severnega Pacifika. Odpravo sta vodila Vitus Bering, ki je bil Danec v službi Rusije, in Aleksej Čirikov z ladjama Sveti Peter in Sveti Pavel. Ladji je pred prihodom do Aleutov ločilo neurje. Bering je tako odkril zahodni del otočnega loka, Čirikov pa vzhodni. Bering je na sedanjih Komandantovih otokih doživel brodolom in umrl. Največji otok tega arhipelaga je bil kasneje po njem poimenovan Beringov otok. Preživeli člani Beringove odprave so iz razbitin prvotne ladje izdelali manjšo ladjo, s pomočjo katere so se rešili na obalo Kamčatke. Od tja so poročali, da so na otokih videli številne živali, katerih kožuhe se lahko uporabi za predelovanje v krzno. Sibirski lovci na kožuhe so nato prišli do Kamčatke in Aleutov, nazadnje pa tudi do severnoameriške celine.
V zgodnjih desetletjih pod rusko oblastjo je prišlo tudi do krvavih spopadov med ruskimi trgovci s krznom in pripadniki staroselskega prebivalstva. Pozneje sta oba naroda sodelovala, Rusi pa so upravljanje lokalnih zadev večinoma prepustili staroselcem. Rusi, ki so živeli na Aleutih, so prevzeli nekatere običaje staroselskega prebivalstva, kot so tehnike lovljenja morskih vider in rudarjenja bakra ter uporaba aleutskih kajakov. Rusi so uvedli šolsko izobrazbo ter prispevali k ohranjanju aleutščine skozi zapisovanje verskih in drugih besedil v prilagojeni različici cirilice. Prav tako so cepili prebivalstvo proti črnim kozam in uporabljali metode ohranjanja populacij morskih sesalcev, ki so temeljile na znanstvenih raziskavah.
Ruski trgovec Andrijan Tolstih je leta 1760 opravil popisovanje prebivalstva z vsemi podrobnostmi in podelil rusko državljanstvo staroselcem. Leta 1778 je med svojo zadnjo opravo do vzhodnega dela Aleutov priplul britanski pomorščak James Cook, ki je natančno ugotovil lego nekaterih najbolj pomembnih otokov in s tem popravil napake pomorščakov iz preteklosti.
Prvi krščanski misijonarji na Aleutih so bili pripadniki Ruske pravoslavne cerkve. Leta 1793 jih je prišlo deset, po dveh letih pa je bil edini preživeli med njimi menih Herman, ki se je naselil na otoku Spruce, ki leži v bližini večjega otoka Kodiak, in pogosto zagovarjal pravice staroselcev v njihovih pogajanjih z ruskimi trgovskimi podjetji. V Ruski pravoslavni cerkvi je sedaj znan kot Sveti Herman Aljaški. Še en misijonar Ruske pravoslavne cerkve je bil oče Venjaminov, ki je prišel na otok Unalaska leta 1824. Leta 1840 je bil imenovan za škofa Inokentija in preseljen v naselje Sitka na aljaški celini. Danes je v Ruski pravoslavni cerkvi znan kot Sveti Inokentij Aljaški.
Prva stalna naselja na Aleutih so nastala v času ruske oblasti, večinoma na vzhodnem otoku Unalaska. Danes istoimensko naselje Unalaska se je začelo širiti med letoma 1760 in 1775. V zgodnjem 19. stoletju je bila na tem mestu zgrajena pravoslavna cerkev, ki je v sedanjosti ena najstarejših ruskih cerkev v Združenih državah Amerike.
Aleuti so pripadali Rusiji do leta 1867, ko je vsa svoja ozemlja v Severni Ameriki prodala Združenim državam Amerike, ki so nadaljevale z razvojem infrastrukture na otokih, najprej z gradnjo doma metodističnih misijonarjev, sirotišnice in urada državne službe, ki je opravljala patruljiranje nad lovom na tjulnje na Pribilovovih otokih (angleško Pribilof Islands), skupini štirih vulkanskih otokov, ki ležijo približno 200 kilometrov severno od otoka Unalaska. V naselju Unalaska je bila leta 1883 odprta prva javna šola, leta 1933 pa prva bolnišnica.
Staroselsko prebivalstvo Aleutov je kljub temu pod rusko in ameriško oblastjo pretrpelo upad števila pripadnikov z okrog 25.000 v zgodnjem 18. stoletju na približno 2000 proti koncu 19. stoletja. Zlasti po letu 1830 je prišlo do številnih primerov ustavitve njihovih starinskih običajev. Od leta 1924 so z odločitvijo Kongresa Združenih držav Amerike vsi pripadniki staroselskih ljudstev Aljaske imeli pravico do ameriškega državljanstva. Proti koncu 20. stoletja so se med Aleuti ponovno pojavili njihovi starinski običaji, v zgodnjem 21. stoletju pa je bilo ocenjeno, da obstaja več kot 15.000 ljudi aleutskega porekla.
Med drugo svetovno vojno so japonske vojaške enote okupirale otoka Attu in Kiska, kar je bila edina invazija na ameriško ozemlje v tem obdobju. Ameriške vojaške enote so zasledile japonsko komunikacijo in najprej ocenile, da je bila okupacija otokov Attu in Kiska diverzija, ki je imela namen odvrniti pozornost od glavne tarče japonskih napadov, ki je bila Midwayski atol. Ameriške vojaške enote so nazadnje porazile japonske vojaške enote na otoku Attu, s pomočjo kanadskih vojaških enot pa so sprožile tudi akcijo osvoboditve otoka Kiska, ki nazadnje ni bila potrebna, ker so Japonci otok že zapustili. Bitka za Aleute je potekala od 3. junija 1942 do 15. avgusta 1943 in zahtevala več tisoč vojaških žrtev na obeh straneh. Civilno prebivalstvo Aleutov je bilo med vojno preseljeno na celinsko Aljasko. Ti ljudje so se na otoke lahko vrnili šele po koncu druge svetovne vojne. Leta 1944 je takratni ameriški predsednik Franklin Delano Roosevelt obiskal oporišče na otoku Adak, kar je bil njegov edini uradni obisk Aleutov in splošno Aljaske.
Na otoku Amchitka so med letoma 1965 in 1971 potekala podzemeljska testiranja jedrskega orožja. Prva eksplozija je bila imenovana Long Shot in opravljena 29. oktobra 1965 s sprožitvijo 80-kilotonske bombe. Druga eksplozija je bila imenovana Milrow in opravljena 2. oktobra 1969, ko je bila sprožena bomba z močjo okrog ene megatone. Septembra 1971 je na ladji Phyllis Cormack v bližino otoka Amchitka priplula manjša skupina aktivistov, ki so si prizadevali za mir in ustavitev testiranj jedrskega orožja. Ta akcija je danes obravnavana kot trenutek nastanka okoljevarstvene organizacije Greenpeace. Tretja in zadnja eksplozija je bila imenovana Cannikin in opravljena 6. novembra 1971. Sprožena je bila bomba z močjo približno petih megaton, kar je bila najmočnejša podtalna eksplozija jedrskega orožja v zgodovini Združenih držav Amerike.